# Mitmachen wollte ich nie
Mitmachen wollte ich nie ist ein Buch von Leo Löwenthal. Es besteht wesentlich aus Interviews des Soziologen Helmut Dubiel mit Löwenthal. Der Untertitel lautet entsprechend „Ein autobiographisches Gespräch“. Damit liefert das Buch (erschienen 1980) ein intellektuelles Bild der Jahrhundertbiografie Löwenthals (Jahrgang 1900), die später noch um den Zusammenbruch des Realsozialismus erweitert werden sollte (Löwenthal verstarb 1993).

## Zeitgeschichtlicher Kontext
Löwenthals Buch steht in Zusammenhang mit einigen zeitgeschichtlichen Themen. So wurde das Buch 1979 erstellt, also ca. 10 Jahre nach der Studentenbewegung von 1968, die die Kritische Theorie überhaupt erst wiederentdeckte und zu deren größerer Bekanntheit maßgeblich beitrug. Zeitlich steht das Buch damit auch in Zusammenhang mit Publikationen, die den zehnjährigen Abstand als Anlass für einen Rückblick auf 1968 genommen haben. Darüber hinaus prägt diese Konstellation auch Löwenthals Buch. Im Erfahrungshintergrund des Interviewers Helmut Dubiel (Jahrgang 1946) spielen 1968 und die Jahre danach eine wesentliche Rolle. Dubiel selbst hatte sich zudem in einer kurz zuvor erschienenen Publikation intensiv mit der Organisation und der Methodik der Kritischen Theorie auseinandergesetzt. Dieses Thema wiederum wurde maßgeblich durch eine von Jürgen Habermas aufgestellte These angestoßen, dass es der Kritischen Theorie an einer konsistenten Methodik fehle (Habermas hatte seine Einschätzung anlässlich des Todes von Theodor W. Adorno formuliert).
Die besondere Relevanz der Aussagen Löwenthals und seiner Erläuterung einiger wesentlicher Positionen der Kritischen Theorie ergibt sich vor diesem Hintergrund. Durch den Kontext wirkt manches davon wie ein Korrektiv gegenüber verbreiteten Interpretationen der Kritischen Theorie.

## Aufbau
Im Hauptteil enthält das Buch Interviews mit Löwenthal, die zeitlich aufeinander aufbauend in fünf biografische und thematische Stationen gegliedert sind (Weimarer Republik – Institut für Sozialforschung – Voice of America – Wissenschaftliche Biographie – Berkeley). Zusätzlich enthält das Buch im Anhang eine detaillierte Übersicht der Publikationen Löwenthals sowie einige von und an Löwenthal geschriebene Briefe, die von ihm selbst zur Veranschaulichung seiner intellektuellen Entwicklung ausgewählt wurden.

## Nichtmitmachen als Kern Kritischer Theorie
Das im Buchtitel angesprochene Nichtmitmachen geht auf eine Formulierung Löwenthals zurück, die seine geistige Haltung – stellvertretend für die Haltung der Kritischen Theorie – seit den 1920er Jahren auf den Punkt bringt: „‚Mitmachen‘ wollte ich nie, ich habe mich immer als jemand erfahren, der ‚dagegen‘ war. Schon ganz früh, 1920 auf der Universität, war ich immer ‚dagegen‘, das war meine Grundhaltung. [...] Wir sind zum großen Teil gar nicht in Vorlesungen gegangen, weil uns das alles als bürgerlicher Schwindel und Ideologie erschien und wir doch bald mit der großen sozialen Revolution rechneten.“
Das Nichtmitmachen bildet für Löwenthal einen Denk- und Lebensstil, der den Kern der Kritischen Theorie ausmacht. Dabei hebt er drei Elemente besonders hervor:
- Nonkonformismus und Unabhängigkeit im Sinne einer kritischen Distanz gegenüber geistigen Strömungen, die gerade in Mode sind, und gegenüber einer Haltung, die die eigene Karriereplanung in den Mittelpunkt stellt und die intellektuelle Ausrichtung dieser gemäß anpasst
- eine Kritik der bestehenden Gesellschaft oder – wie es auch heißt – „des Bestehenden“, die darauf verzichtet, vermeintliche Alternativen positiv zu beschreiben, da Alternativen nur durch eine gesellschaftsverändernde Praxis zu schaffen seien
- eine revolutionäre, an gesellschaftlicher Veränderung orientierte Ausrichtung des Denkens[5]

Mit diesem Verständnis sieht Löwenthal die Kritische Theorie grundsätzlich als eine Weiterentwicklung der Marx’schen Gesellschaftstheorie, die neue historische Erfahrungen aufnimmt. Hierzu zählt Löwenthal z. B. die anfangs positiv bewertete russische Oktoberrevolution von 1917, die sich daran anschließende Erwartung einer Weltrevolution und deren Ausbleiben sowie schließlich die katastrophale Entwicklung der Sowjetunion bis zu den Moskauer Schauprozessen und dem Hitler-Stalin-Pakt.
Löwenthal hebt andererseits auch hervor, dass die Kritische Theorie sich im Unterschied zu Marx’ Kritik der politischen Ökonomie vor allem mit der Kultur (z. B. Literatur, Philosophie, Musik) sowie dem gesellschaftlichen Alltagsbewusstsein kritisch auseinandergesetzt habe. Für die Analyse des Zusammenspiels der wirtschaftlichen Grundlagen mit Kultur und Alltagsbewusstsein wurden dabei Erkenntnisse der Psychoanalyse integriert.
Löwenthal weist darauf hin, dass die Vertreter der Kritischen Theorie durch die unabhängige, kritische Ausrichtung ihres Denkens in der Lage waren, bestimmte gesellschaftliche Tendenzen bereits frühzeitig zu erkennen. So erkannte z. B. Löwenthal in einem Aufsatz über den norwegischen Schriftsteller Knut Hamsun dessen faschistische Gesinnung, die erst Jahre später öffentlich bekannt wurde. Und schon 1937 ging Horkheimer davon aus, dass es zu einem Bündnis zwischen Hitler und Stalin kommen würde.

## Keine Frankfurter Schule
Einen Streitpunkt zwischen den Auffassungen Löwenthals und des Interviewers Helmut Dubiel bildet die Frage nach der Organisation der Vertreter der Kritischen Theorie sowie des methodischen Ansatzes der Kritischen Theorie. Dubiel sieht Max Horkheimer – als Direktor des Instituts für Sozialforschung – als eine Art Wissenschaftsmanager, der den anderen, über unterschiedliche Fachdisziplinen verteilten Mitarbeitern wie Adorno, Löwenthal, Marcuse, Pollock ihre Rollen und Aufgaben zuwies und eine „Forschungstechnik“ vorgab, mit der Fortschritte in der Entwicklung der Theorie messbar gemacht werden sollten. Löwenthal widerspricht dem, indem er betont, dass die Zusammenarbeit auf der Basis gemeinsamer Interessen und einer gemeinsamen kritischen Perspektive erfolgt sei, jedoch ohne eine formelle Organisation mit explizit zugewiesenen Rollen. Ein Abgleich der Texte auf einen bestimmten Stil sei nicht durch eine bestimmte Forschungssystematik, sondern erst im Nachhinein im Zuge der editorischen Vorarbeiten für die Veröffentlichungen erfolgt. Löwenthal hebt in diesem Zusammenhang auch den offenen, stark essayistisch und aphoristisch geprägten Schreibstil hervor, der bewusst anders sein sollte als ein Denken in hierarchisch gegliederten Systemen. Diese Art des Arbeitens und Forschens steht für Löwenthal in engem Zusammenhang mit der nonkonformistischen Ausrichtung der Vertreter der Kritischen Theorie. Man habe sich im Gegensatz zum herrschenden Lehrbetrieb gesehen und eben nicht als Gründer einer neuen Schule mit einem entsprechend formalisierten und durchorganisierten Betrieb.
Löwenthal erinnert auch an eine – gegenüber der insbesondere in der Geschichtsschreibung zur Kritischen Theorie etablierten, aber keineswegs unumstrittenen Titulierung „Frankfurter Schule“ – in Vergessenheit geratene Bezeichnung. Diese passt überhaupt nicht zum Sinn einer Schule – nämlich das Café Marx, mit dem im akademischen Milieu das Institut für Sozialforschung bezeichnet wurde.

## Kritische Theorie und Praxis
Insbesondere durch die Studentenbewegung von 1968 und in der Zeit danach wurde häufig der Bezug der Kritischen Theorie zur Praxis thematisiert, wobei mit „Praxis“ durchaus Unterschiedliches gemeint wurde. Löwenthal geht u. a. auf den Vorwurf ein, die Kritische Theorie habe sich von der Praxis im Sinne von gesellschaftlicher Emanzipation verabschiedet. Hatte Marx noch das Proletariat als den am Rande der Gesellschaft befindlichen Akteur einer revolutionären Veränderung angesehen, so habe sich in der gegenwärtigen Gesellschaft die Situation grundlegend verändert: Das Proletariat ist aus Sicht Löwenthals zu einem integralen Bestandteil der Gesellschaft geworden und hat selbst ein Interesse an deren Aufrechterhaltung. Diese neue historische Situation müsse eine Kritische Theorie der Gesellschaft entsprechend berücksichtigen.
Praxis im Sinne eines „Alternativen Lebens“ im Alltag innerhalb der bestehenden Gesellschaft, mit der vorindustrielle Praktiken wieder aufgewertet werden, steht Löwenthal ablehnend gegenüber. Von Dubiel angesprochene Themen wie „holistische Medizin, die Makrobioten, Landkommunen, sein eigenes Brot wieder backen, Hausgeburten“ sind aus Löwenthals Sicht künstliche, für das gesellschaftliche Ganze wirkungslose Aktivitäten, die zudem nicht ungefährlich seien, da sie eine antimoderne Mentalität mit sich bringen würden, die das Rad der Geschichte zurückdrehen wolle.
Wenig hält Löwenthal auch von Vorwürfen, die mit der Bezeichnung „Grand Hotel Abgrund“ verbunden sind: dass jemand, der eine radikale Kritik übt, angesichts des kritisierten Elends selbst keinen komfortablen, sondern einen bescheidenen Lebensstil praktizieren müsse. Löwenthal hält dem entgegen, dass auch ein asketischer oder proletarischer Lebensstil nichts zur Verbesserung des Schicksals anderer beiträgt. Im Gegenteil sei das schöne Leben etwas, das nicht abzuschaffen sei, sondern für jeden Menschen möglich gemacht werden solle und im Übrigen auch die Fähigkeit zur Differenzierung fördere.

## Zitate
„Ich erinnere mich, oft in intellektuellen und persönlichen Gesprächen den Vorwurf gehört zu haben, man kann doch nicht immer kritisch sein, man muss doch auch mal konstruktiv sein. Wir waren immer das Skandalon, der Störenfried. Du kennst den Spruch von Kästner, der diese unerträgliche Dummheit aufspießt: „Herr Kästner, wo bleibt das Positive?“ Genau das Negative war das Positive, dieses Bewusstsein des Nichtmitmachens, des Verweigerns; die unerbittliche Analyse des Bestehenden, soweit wir jeweils dafür kompetent waren, das ist eigentlich das Wesen der kritischen Theorie.“
„Gerade jüngst noch in einem Seminar von mir hat einer meiner begabtesten Studenten unsere Gruppe angegriffen, in dem Sinne, dass wir eigentlich nur eine Mount Olympus Position bezogen hätten. Wir hätten uns völlig vom Marxismus abgetrennt und die Realität aus dem Blick verloren. Ich habe ihm geantwortet, dass er mit dieser Kritik den Sinn der kritischen Theorie verfehle. Wir haben nicht die Praxis verlassen, sondern die Praxis hat uns verlassen. Ich habe ja schon oft darüber gesprochen, welch ein großes Trauma für uns die Entwicklung in der Sowjetunion und die der Kommunistischen Partei bedeutete. Viel wichtiger ist natürlich die Einsicht, dass die Vorstellung vom revolutionären Potential des Proletariats sich historisch überholt hat; besonders evident war das hier in Amerika und jetzt auch in der ganzen Welt. Hier und im größten Teil von Westeuropa bildet das sogenannte Proletariat eine kleinbürgerliche Gruppe, die ein massives Interesse am status quo hat.“
„Ich sympathisiere nicht mit dem Proletariat. Marx hat auch nicht mit dem Proletariat sympathisiert, das Proletariat soll aufhören! Proletarische Lebensformen, soweit es sie überhaupt noch gibt, sind wohl kaum nachahmenswert. Die nachproletarischen, ich meine die kleinbürgerlichen Lebensformen, sind irgendwo auch nicht viel besser, aber in ihrem wesenhaften Kern imitieren sie Lebensformen der Oberschicht. Manche Oberschichtangehörige fangen jetzt hier an, die vulgären Stilformen des gehobenen Kleinbürgertums nachzumachen. Das lehne ich absolut ab. Ich würde direkt sagen, der Luxus ist die Vorwegnahme der Utopie. Vielleicht hätte auch Marx manches besser und differenzierter sagen können, wenn es ihm nicht so schlecht gegangen wäre.“

## Ausgabe
- Leo Löwenthal: Mitmachen wollte ich nie. Ein autobiographisches Gespräch mit Helmut Dubiel, Suhrkamp, Frankfurt am Main 1980, ISBN 3-518-11014-4 (= Edition Suhrkamp, Band 14).